# Deve Toganivalu
Ratu Deve Toganivalu, né vers 1864 et mort à Bau le 21 février 1939, est un chef autochtone fidjien.

## Biographie
Né dix ans avant l'annexion des Fidji à l'Empire britannique, il est employé à partir de 1888 comme inspecteur des impôts dans l'administration coloniale. Il gravit les échelons du service public jusqu'à devenir matanivanua (porte-parole autochtone cérémoniel) du gouverneur de la colonie. En 1909, il est par ailleurs fait Roko Tui de la province de Bua, c'est-à-dire chef de l'exécutif de l'administration autochtone de cette province.
En 1926, le gouverneur Sir Eyre Hutson le nomme membre du Conseil législatif des Fidji sur proposition du Grand Conseil des chefs, et en 1928 il est décoré de l'ordre du Service impérial. Il démissionne du Conseil législatif en 1938 et meurt l'année suivante, à l'âge de 75 ans.